# Fabiana Mollica
Fabiana Mollica (Verbania, 25 dicembre 1983) è una bobbista italiana.

## Biografia
Ha partecipato ai Giochi olimpici di Torino 2006 giungendo 12ª nel bob a due in coppia con Jessica Gillarduzzi. Sempre in coppia con Jessica Gillarduzzi nel 2005 vincono la medaglia di bronzo ai Campionati Mondiali Juniores a Igls, nella stagione 2006-2007 arrivano seste in classifica generale Coppa del Mondo ottengono anche la medaglia di bronzo ai Campionati Europei di Cortina d'Ampezzo, due quinti posti in Coppa del Mondo a Igls e Cortina d'Ampezzo e un quarto posto ai Campionati Mondiali Juniores a Igls. Nella stagione successiva in Classifica generale di Coppa del Mondo arrivano decime.